# سي إن إن نيوز 18
سي إن إن نيوز 18 (بالإنجليزية: CNN News18)‏ هي قناة تلفزيونية إخبارية هندية ناطقة باللغة الإنجليزية أسسها راغاف باهل ومقرها في نويدا، أوتار براديش، الهند.